# Sanç I de Portugal
Sanç I de Portugal, dit el Poblador (Coïmbra, 11 de novembre de 1154 - ibíd. 26 de març de 1212) fou rei de Portugal (1185-1212). El seu sobrenom de Poblador li fou atorgat per l'estímul amb què va apadrinar el poblament dels territoris del país; amb aquest propòsit es va fundar la ciutat de Guarda l'any 1199.

## Família
Era fill d'Alfons I de Portugal i la seva esposa Mafalda de Savoia, net per línia paterna d'Enric de Borgonya i Teresa de Lleó, i per línia materna d'Amadeu III de Savoia i Mafalda d'Albon. Pel matrimoni de les seves germanes s'emparentà amb Alfons II d'Aragó i Ferran II de Lleó.
El 1175 es va casar amb Dolça de Barcelona, filla del comte de Barcelona Ramon Berenguer IV i la reina Peronella d'Aragó. D'aquesta unió tingueren:
- l'infant Raimon de Portugal (1180- 1156)
- la infanta Teresa de Portugal (1176-1250), casada el 1191 amb Alfons IX de Lleó, beatificada el 1705
- la infanta Sança de Portugal (1180-1229), Abadessa de Lorvão, beatificada el 1705
- la infanta Constança de Portugal (1182-1202)
- l'infant Alfons II de Portugal (1185-1223), rei de Portugal
- l'infant Pere de Portugal (1187-1255), casat el 1229 amb Aurembiaix, comtessa d'Urgell
- l'infant Ferran de Portugal (1186-1233), espòs de Joana, comtessa de Flandes
- l'infant Enric de Portugal (1189-1191)
- la infanta Blanca de Portugal (1192-1240), Senyora de Guadalajara
- la infanta Berenguera de Portugal (1194-1221), casada el 1213 amb el rei de Dinamarca Valdemar II
- la infanta Mafalda de Portugal (1195-1257), casada el 1215 amb Enric I de Castella, beatificada el 1793

## Príncep hereu
El 1170 Sanç va ser armat cavaller pel seu pare de qui va esdevenir el braç dret, tant des del punt de vista militar, com des del punt de vista administratiu. Durant els primers anys d'independència portuguesa, va haver-hi molts enemics de la corona, i el primer de tots n'era el regne de Castella i Lleó que havia controlat Portugal fins llavors. A banda d'això, l'Església Catòlica trigava a consagrar la independència de Portugal amb una benedicció. Per compensar aquesta situació, Portugal va cercar aliats dins de la península Ibèrica, en particular al regne d'Aragó, enemic tradicional de Castella, que va ser el primer país a reconèixer Portugal. L'acord va ser signat el 1174 pel matrimoni de Sanç, l'hereu, amb la infanta Dolça Berenguer.
El 1184, ja acabada la treva de 1173, Sanç atacava la vall del baix Guadalquivir, Triana (Sevilla), Niebla, i l'Algarve. Beja va haver de ser evacuada altre cop. El califa almohade Abu Yaqub Yusuf va reunir una gran força almohade per prendre represàlies contra les incursions portugueses i va assetjar Santarém, que va ser defensada per Sanç. El setge almohade va fracassar quan va arribar la notícia que l'arquebisbe de Compostela i el mateix Ferran II de Lleó s'hi dirigien amb el seu exèrcit. Els almohades van aixecar el setge i la seva retirada es va convertir en una derrota a causa del pànic al seu campament, amb el califa almohade que va resultar ferit en el procés i morint en el camí de tornada a Sevilla. Alfons va morir poc després el 6 de desembre de 1185.

## Regnat
Amb la mort d'Alfons Henriques l'any 1185, Sanç I va esdevenir el segon rei de Portugal. Amb Coïmbra com a centre de Portugal, Sanç I no va continuar amb les guerres frontereres per la possessió de Galícia i va lluitar contra els musulmans al sud. El 1191, reforçat amb els croats que anaven de camí a la tercera Croada per unir-se al setge d'Acre, van atacar Shilb (Silves) i després d'un setge de tres mesos, la van ocupar el 3 de setembre; també van ocupar Alcácer do Sal i Beja. Silves era un important centre administratiu i econòmic del sud, amb una població estimada en 20.000 persones. Va ordenar la fortificació de la ciutat i la construcció del castell que encara hui pot ser admirat.
El 1190 el califa almohade Abu-Yússuf Yaqub al-Mansur va iniciar la contraofensiva a Hispània. Va signar una treva amb Castella i amb Lleó i es va dirigir contra Sanç I de Portugal. Torres Novas i Tomar foren atacades i la primera va capitular, mentre la segona, defensada pels templers, va resistir. Silves fou assetjada. Finalment una epidèmia de pesta va fer retirar als almohades i el 1191, quan l'expedició es va reprendre, nombroses fortaleses a l'Algarve, al sud del Tajo, foren ocupades com Alcácer do Sal, Palmela, Almada, Moura i altres. Silves, agafada per sorpresa, també fou recuperada el 10 de juliol del 1991.
Sanç I va dedicar molts esforços a l'organització política, administrativa i econòmica de Portugal. Va acumular un tresor reial i va incentivar la creació d'indústries. Va concedir diversos furs i va crear així noves ciutats, a més de repoblar àrees remotes del regne, en particular amb immigrants del comtat de Flandes i del Ducat de Borgonya.
Sanç I de Portugal morí el 1212 a la ciutat de Coïmbra, on fou enterrat. Fou succeït pel seu fill gran Alfons II de Portugal.